# 加文·羅賓遜

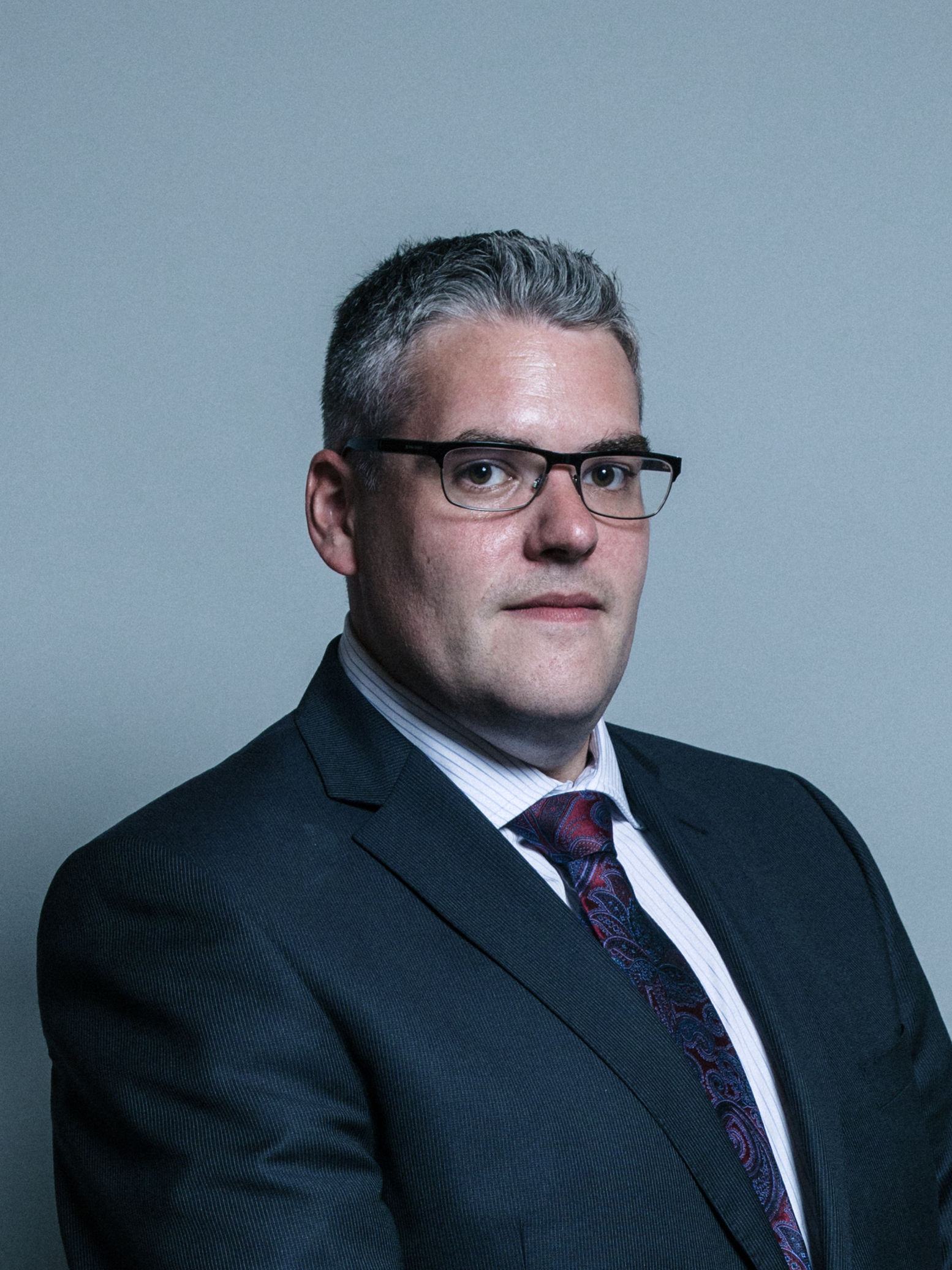

加文·羅賓遜（Gavin Robinson，1984年11月—）是一位北愛爾蘭大律師和政治人物，曾經擔任第57任貝爾法斯特市長。他由2010年起是東貝爾法斯特選區選出的英國下議院議員。羅賓遜是民主統一黨的黨員，2023年起任副黨魁，並於2024年當選臨時黨魁，並旋即轉為正式黨魁。

## 谴责中国政府
2020年9月8日在工党希柏恩·麦克唐纳的协调下，与包括英国保守党外交事务委员会主席托马斯·图根达特、自由民主党领袖爱德·戴维，以及英国绿党、苏格兰民族党和威尔士党在内的130多名议员给中国驻英大使刘晓明写信，联名谴责中国政府针对新疆维吾尔穆斯林的行为。